# Clapejat

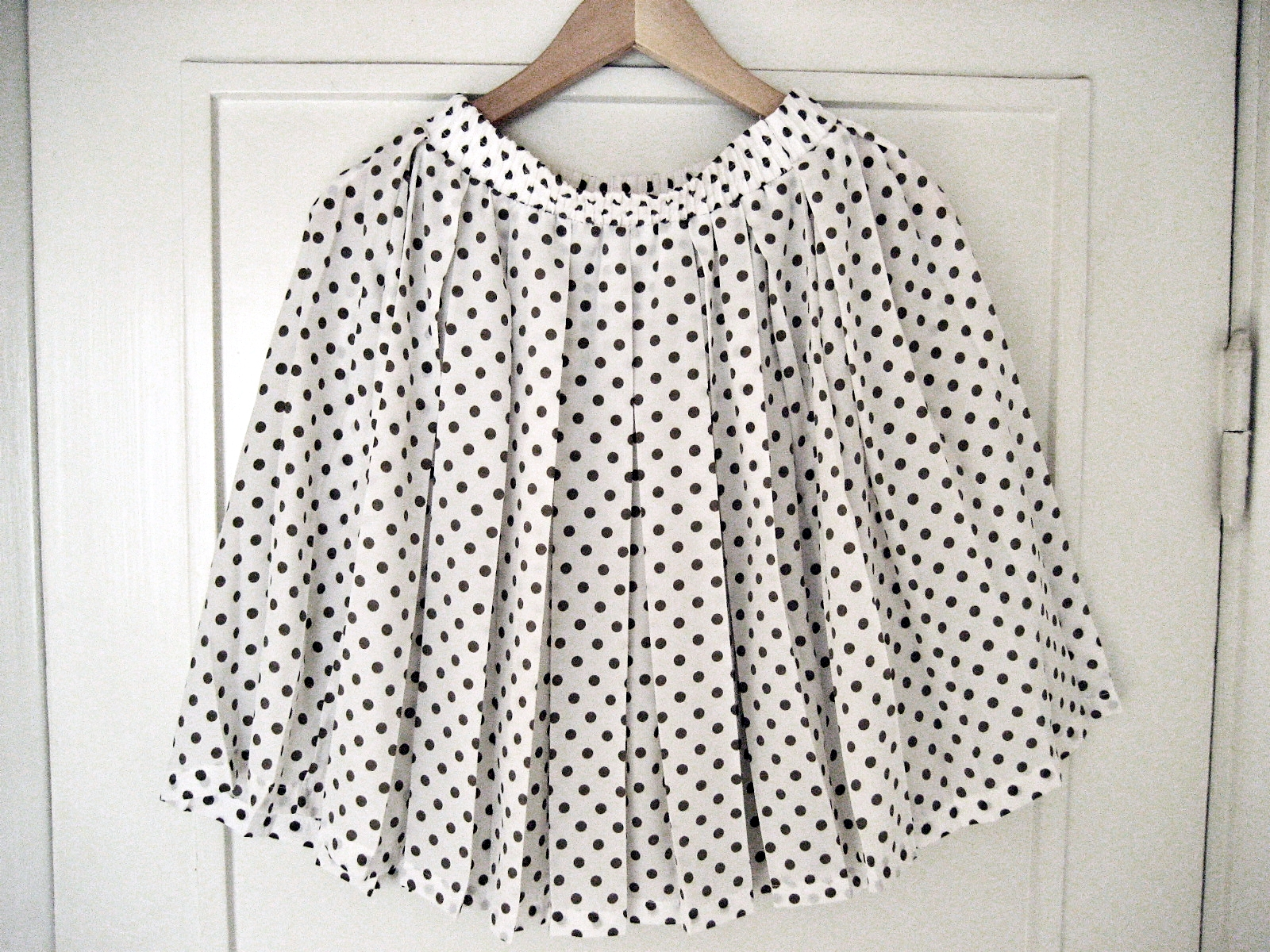
Minifaldilla clapejada en negre sobre blanc

El clapejat és un motiu consistent en una sèrie de punts o cercles (pics o piquets) espaiats i, generalment, en color contrastant amb el fons; també se'n diu pics, llunes, rodonetes, rotlles o cercles (per ex.: una samarreta clapejada = una samarreta de pics). Col·loquialment sovint s'usa el castellanisme topos (un vestit clapejat = "un vestit de *topos"). Aquest mateix motiu es coneix en anglès com a polka dot, en espanyol com a lunares o topos i en francès com a à pois.

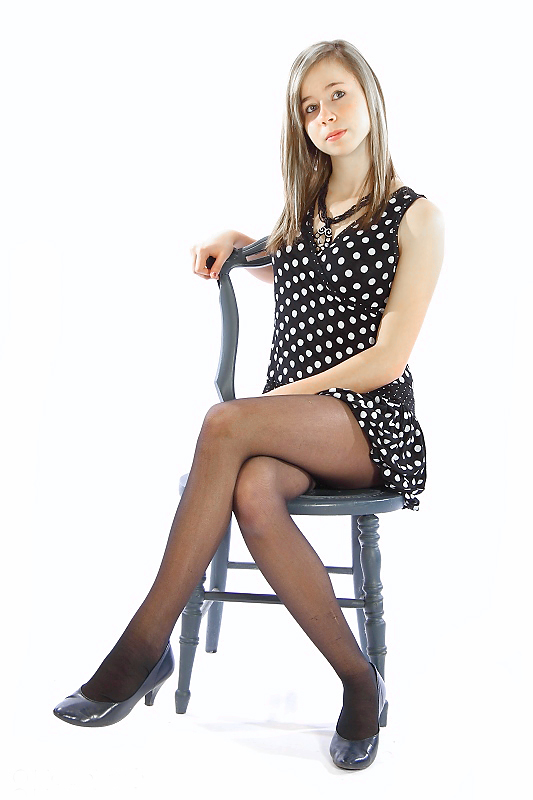
Una noia amb un vestit clapejat

Els clapejats solen usar-se en roba infantil, joguines i mobles, vestits de bany, llenceria, etc. També en vestits femenins informals o, ocasionalment, formals (en el qual cas es tracta de clapejat blanc sobre fons negre).
Durant molt de temps el clapejat fou típic de la indumentària gitana, així com dels intèrprets de flamenc (per exemple, en mocadors de coll i faldilles). La internacionalització del motiu, però, es produí a partir del darrer quart del segle xix via la moda anglesa.